# Sano (Tochigi)
Sano (佐野市 Sano-shi?) es una ciudad en la prefectura de Tochigi, Japón, localizada en la parte central de la isla de Honshū, en la región de Kantō. El 1 de marzo de 2021 tenía una población estimada de 114 842 habitantes y una densidad de población de 323 personas por km².

## Geografía
Sano se encuentra en el suroeste de la prefectura de Tochigi, en la parte norte de la llanura de Kantō, limitando al oeste con la prefectura de Gunma.

## Historia
Durante el período Edo, Sano era el jōkamachi y la sede del daimyo del dominio de Sano. Después de la restauración Meiji, el pueblo de Sano se creó dentro del distrito de Aso, Tochigi, el 1 de abril de 1889. Fue elevado al estatus de ciudad el 1 de abril de 1943 cuando se fusionó con los pueblos vecinos de Inubushi y Horigome y las villas de Sakai y Hatagawa. Se anexionó la villa de Inazuma (del distrito de Ashikaga) el 1 de enero de 1955, seguido del pueblo de Akami (del distrito de Aso) el 1 de abril de 1955. El 28 de febrero de 2005 absorbió los pueblos de Kuzu y Tanuma.

## Economía
La agricultura y la fabricación ligera son los pilares de la economía local, con la producción de kanpyō, cúrcuma y espinaca como cultivos locales prominentes. Es cada vez más una ciudad dormitorio para la vecina Utsunomiya.

## Demografía
Según los datos del censo japonés, la población de Sano se ha mantenido relativamente estable en los últimos 70 años.
| Gráfica de evolución demográfica de Sano entre 1940 y 2015 |
|                                                            |
| Oficina de Estadísticas de Japón                           |